# Air France-vlucht 447

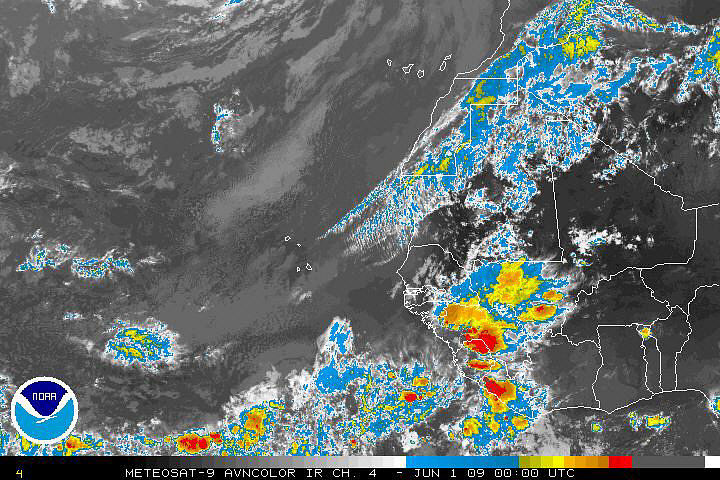
Satellietbeelden van 0:00 (UTC), 1 juni 2009

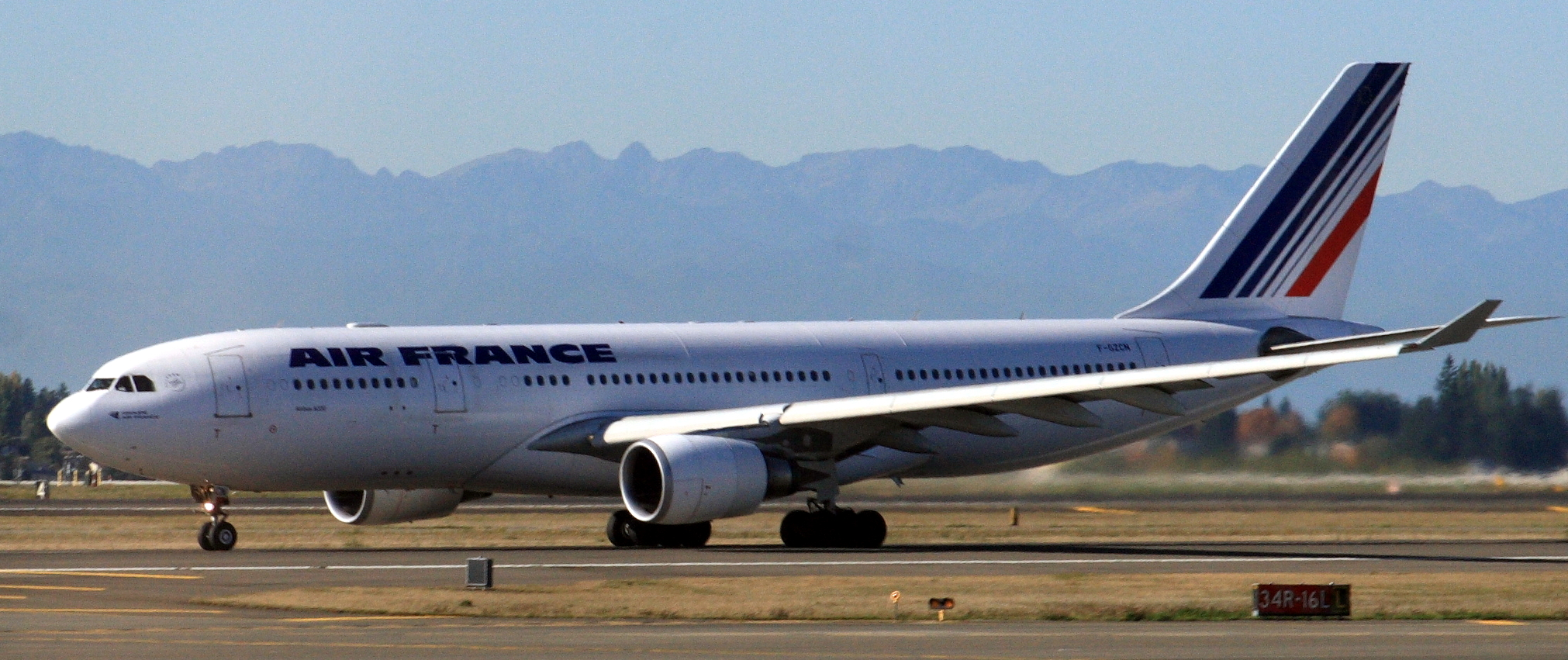
Een Airbus A330-200 van Air France

Air France-vlucht 447 vertrok op 31 mei 2009 om 22:03 UTC vanaf de Braziliaanse luchthaven Galeão van Rio de Janeiro naar Parijs. Het vliegtuig verliet het gebied waar het met de radar kon worden gevolgd op 1 juni om 01:33 UTC. Met uitzondering van een automatische berichtenwisseling werd er niets meer van het toestel vernomen. Uiteindelijk bleek dat het toestel om 02:14 UTC in de Atlantische Oceaan terecht is gekomen.
De vliegramp is met 228 slachtoffers de dodelijkste uit de geschiedenis van Air France. Eind juni 2009 waren 51 lichamen geborgen. In april 2011 werden in de oceaan wrakstukken gevonden, waaruit nog eens 103 lichamen werden gehaald. Begin mei werden ook de zwarte dozen gevonden.

## Toestel
Het vliegtuig was een Airbus A330-203 met het vliegtuigregistratienummer F-GZCP, aangedreven door twee General Electric CF6-80E1-motoren.
Het toestel was in april 2005 afgeleverd door Airbus met serienummer 600 en had ongeveer 18.800 vlieguren gemaakt in ongeveer 2500 vluchten. Op 16 augustus 2006 had het vliegtuig lichte schade opgelopen bij een botsing op de grond, toen een vleugel de staart van een Airbus A321 raakte. Het toestel had op 16 april 2009 voor het laatst grootschalig onderhoud gehad.

## Bemanning
De bemanning bestond uit 12 personen, van wie drie in de cockpit. De gezagvoerder, Marc Dubois (58 jaar oud), had 11.000 vlieguren ervaring, waarvan 1.700 op een A330/A340. De twee copiloten, David Robert en Pierre-Cedric Bonin, waren respectievelijk 37 en 32 jaar oud.

## Fatale vlucht
Vlucht AF 447 vertrok zondagavond 31 mei 2009 om 19:03 lokale tijd (22:03 UTC) van Rio de Janeiro naar Parijs.
Het vliegtuig verliet het gebied waar het met de radar kon worden gevolgd op 1 juni om 01:33 UTC. Op de vluchtroute boven de Atlantische Oceaan was er op dat moment zwaar weer, met omvangrijke onweersbuien. Om 02:14:28 UTC kwam het toestel in de Atlantische Oceaan terecht. De laatste automatische berichtenuitwisseling tussen Air France en het vliegtuig vond plaats rond 02:15 UTC. De onderhoudscomputer van Air France ontving toen het bericht dat verschillende onderdelen foutmeldingen gaven of niet functioneerden. Volgens de Franse minister François Fillon had het toestel geen noodoproep uitgezonden. De Franse onderzoekscommissie maakte op 6 juni bekend dat de automatische piloot uitstond.

## Zoekactie
De Braziliaanse luchtmacht startte al op 1 juni 2009 een zoekactie vanaf de Braziliaanse archipel Fernando de Noronha. In enkele dagen tijd werden in een groot gebied diverse wrakstukken en sporen van olie of brandstof op het wateroppervlakte aangetroffen, echter zonder dat men met zekerheid kon vaststellen of deze van de vermiste Airbus afkomstig waren.
Frankrijk zond het bergingsvaartuig Pourquoi pas? met de diepzeeduikboot Nautile die de zeebodem afzocht; de Atlantische Oceaan heeft in het gebied een diepte tot zo'n vierduizend meter. Vooral het zoeken naar de twee zwarte dozen, de flightdatarecorder en de cockpitvoicerecorder, was van belang omdat daarmee wellicht de oorzaak van de ramp kon worden vastgesteld. Dergelijke recorders kunnen tot 30 dagen na een ongeval nog noodsignalen uitzenden.
Nelson Jobim, de minister van Defensie van Brazilië, verklaarde op 6 juni dat er twee lichamen van mannen gevonden waren. Ook waren er brokstukken gevonden. Van nabestaanden werd DNA afgenomen, om de identificatie te vergemakkelijken.
De Braziliaanse luchtmacht traceerde op 7 juni nog eens drie lichamen van inzittenden van het neergestorte toestel. Later trof een Frans marineschip nog een zesde slachtoffer aan. Op 8 juni maakte de Braziliaanse luchtmacht bekend dat in totaal 24 slachtoffers waren geborgen. Op foto's gemaakt tijdens de berging van wrakstukken is te zien dat het kielvlak van de Airbus wordt geborgen waarop duidelijk de kleuren van Air France zichtbaar zijn. Op 9 juni waren de lichamen van 28 slachtoffers geborgen. Zestien daarvan werden er naar de eilandengroep Fernando de Noronha gebracht en later naar het vasteland. In de stad Recife werden gebitsgegevens en DNA vergeleken om tot identificatie te kunnen komen.
Op 27 juni werd het zoeken naar slachtoffers gestaakt. Er waren toen 51 lichamen geborgen, waarvan een deel was geïdentificeerd. De kans dat er nog meer lichamen en onderdelen van het vliegtuig zouden worden gevonden werd zeer gering geacht. De zoektocht naar de zwarte dozen, die waarschijnlijk op enige duizenden meters diepte lagen, werd op 20 augustus eveneens gestaakt.

### 2010
In maart 2010 begon een nieuwe zoekactie naar de zwarte dozen, geleid door het Bureau d'Enquêtes et d'Analyses (BEA). Bij dit onderzoek waren verder de Amerikaanse marine alsook het Duitse Geomar nauw betrokken. Op basis van de eerdere vondsten en nieuwe berekeningen bedroeg het zoekgebied slechts 2000 km². Op 6 mei 2010 maakte het Franse ministerie van Defensie bekend de zwarte dozen met een foutmarge van vijf kilometer gelokaliseerd te hebben. Of ze daadwerkelijk van de bodem gelicht konden worden, was op dat moment nog niet zeker.

### 2011
Met behulp van robotduikboten werd begin april 2011 'een groot deel' van het vliegtuig voor de kust van Recife, in het noordoosten van Brazilië, teruggevonden. In een deel van de cabine werden de stoffelijke resten van enkele slachtoffers gevonden. Ook werden delen van de motoren en de vleugels ontdekt door een speciale onderwatercamera. Op 1 mei kwam de flightdatarecorder boven water. De volgende dag werd ook de cockpitvoicerecorder gevonden.

## Mogelijke oorzaken van de ramp en maatregelen
Aanvankelijk meldde een woordvoerder van Air France dat de ramp was veroorzaakt doordat het toestel in een hevige storm terechtkwam en door de bliksem werd getroffen. Voormalig Airbus-piloot John Wiley verwierp deze speculatie in een interview met CNN, omdat de meeste moderne passagiersvliegtuigen een dergelijke blikseminslag kunnen opvangen.
Een week na de ramp werd verondersteld dat ijsvorming in de pitotbuis de oorzaak was van een onjuiste indicatie van de snelheidsmeters. In de pitotbuis zou – onder omstandigheden met zware regenval – een blokkade kunnen ontstaan van water en/of ijs. Het Franse persbureau AFP wist de hand te leggen op een memo waaruit blijkt dat de Franse pilotenvakbond al in november 2008 had gewaarschuwd voor problemen. Vooral bij extreme weersomstandigheden waren er al diverse incidenten gerapporteerd met meters die onjuiste snelheden aangaven.

### Flightdatarecorder en cockpitvoicerecorder
In mei 2011 kwam een eerste voorlopig rapport uit gebaseerd op informatie van de flightdatarecorder. Vlak nadat een gebied met zware turbulentie werd binnengevlogen, werd de automatische piloot uitgeschakeld. De snelheidsmeters gaven van tijd tot tijd onjuiste informatie aan. Ook ging in de cockpit een alarm af voor overtrek (stall), wat wil zeggen dat de luchtstroming langs de vleugels onvoldoende draagkracht geeft. Om onduidelijke redenen klom het vliegtuig voor en tijdens het afgaan van dit alarm, waardoor het veel snelheid verloor. Het vliegtuig klom tot 11,6 km en verloor daarna snel hoogte. Toen het toestel het wateroppervlak raakte bevond het zich nog steeds in overtrokken toestand.
Na onderzoek van de cockpitvoicerecorder bleek dat ten tijde van het ongeluk de twee copiloten het toestel bestuurden. De gezagvoerder was op dat moment aan het rusten. Nadat de automatische piloot werd uitgeschakeld – vermoedelijk door verkeerde informatie van de snelheidsmeters ontstaan door het bevriezen van de pitotbuizen – was het onduidelijk wie van de twee copiloten op dat moment de leiding had. Er ontstond verwarring over wat er precies aan de hand was met het toestel. De jongste en minst ervaren van de twee reageerde door het toestel te laten klimmen zonder dit aan zijn collega te laten weten. Hierdoor kwam het vliegtuig snel in een overtrek terecht. De gezagvoerder werd gealarmeerd maar ontdekte te laat dat een van de piloten, door zijn foutieve handeling in deze situatie, het toestel in de overtrek hield. Er was echter onvoldoende tijd/hoogte over om een en ander nog te kunnen corrigeren.

### Veiligheidsanalyse door het BEA
Op 29 juli 2011 verscheen een derde interim-rapport van het BEA over veiligheidsproblemen in verband met de crash. Het definitieve eindrapport volgde in juli 2012. Het rapport geeft aan dat de copiloten nooit getraind waren om het vliegtuig te besturen op grote hoogte zonder automatische piloot en zonder betrouwbare snelheidsmeters (de snelheidsmeters gaven verschillende waarden aan, mogelijk veroorzaakt door ijsvorming in de pitotbuizen). Volgens het BEA is dit een elementaire vaardigheid die de crash had kunnen voorkomen. Er werd aanbevolen verplichte training te geven in het vliegen zonder automatische piloot en het herstellen van de normale vlucht bij een overtrek op grote hoogte.

## Passagiers
Het toestel had 216 passagiers en 12 bemanningsleden aan boord, inclusief drie piloten. Onder de passagiers bevonden zich 82 vrouwen en 126 mannen. Daarnaast waren er acht kinderen aan boord, onder wie één baby.
Op 1 juni 2009 werd de nationaliteit van alle passagiers door Air France vrijgegeven. Aan boord was Pedro Luís van Orléans-Braganza, een 26-jarige nazaat van Dom Pedro II, de laatste keizer van Brazilië. Ook de 37-jarige Turkse harpiste Fatma Ceren Necipoğlu zat in het toestel.
Op 3 juni 2009 werd in de Notre-Dame van Parijs een herdenkingsdienst voor de slachtoffers gehouden.
Op 25 juni 2009 werd bekend dat de lichamen van de piloot en een steward waren geïdentificeerd.
| Nationaliteit | Passagiers | Bemanning | Totaal |
| --- | ---------- | --------- | ------ |
| Frankrijk | 61         | 11        | 72     |
| Brazilië | 58         | 1         | 59     |
| Duitsland | 26         |           | 26     |
| China, Italië | 9 (elk)    |           | 18     |
| Zwitserland | 6          |           | 6      |
| Verenigd Koninkrijk | 5          |           | 5      |
| Hongarije | 4          |           | 4      |
| Ierland, Libanon, Marokko, Noorwegen, Slowakije | 3 (elk)    |           | 15     |
| Polen, Spanje, Verenigde Staten | 2 (elk)    |           | 6      |
| Argentinië, België, Canada, Denemarken, Estland, Filipijnen, Gabon, IJsland, Kroatië, Nederland, Oostenrijk, Roemenië, Rusland, Turkije, Zuid-Afrika, Zuid-Korea, Zweden | 1 (elk)    |           | 17     |
| Totaal | 216        | 12        | 228    |

## Rechtszaak
Op 17 april 2023 deed de rechtbank in Parijs uitspraak in de rechtszaak over de crash tegen Air France en vliegtuigbouwer Airbus. Zowel de luchtvaartmaatschappij als de vliegtuigbouwer werden vrijgesproken. Volgens de rechtbank zijn de vliegtuigbouwer en de luchtvaartmaatschappij wel nalatig en onvoorzichtig geweest, maar is er geen direct verband aangetoond tussen de ramp en fouten die ze hebben gemaakt. 